# Amu
Amu o Ammu (Aammu) fou un faraó probablement de la dinastia XIV de l'antic Egipte.
El seu nom és probablement el del faraó Ammu Ahotepre (nom de tron Ahotepre, nom Sa Ra Aammu), però l'existència d'un segell amb la inscripció Khamure ha creat el dubte, ja que aquest nom podria ser una forma mal escrita d'Amu. Per tant, el faraó Ammu seria o bé Khamure o bé Ammu Ahotepre o Aammu Ahotepre.